# 拉森湾 (阿拉斯加州)
拉森湾（英語：Larsen Bay），是美国阿拉斯加州的一座城市。该市的人口在2000年为115人，2010年有87人。人口在阿拉斯加州排行第134。